# Sân bay Asturias
Sân bay Asturias, (IATA: OVD, ICAO: LEAS) là sân bay chính của Asturias, một vùng ở phía bắc Tây Ban Nha, ở Castrillón.
Sân bay Asturias nằm ở in Ranón, đô thị Castrillon, cách Aviles 15 km, cách Gijon 40 km và cách Oviedo 47 km.
Hành khách chủ yếu là đi và đến các thành phố Madrid-Barajas, Barcelona, Tenerife Sur và Palma de Mallorca. Về khách quốc tế, chủ yếu là khách đi và đến Anh quốc, Pháp và Bỉ. Năm 2006, có 1.353.030 lượt khách với 17.987 lượt chuyến, 199 tấn hàng được thông qua.

## Các hãng hàng không và các tuyến điểm
- Air Europa (Fuerteventura, Lanzarote, Palma de Mallorca, Tenerife-South)
- easyJet (Geneva, London-Stansted, Madrid)
- Iberia (Madrid)
  - Iberia điều khiển bởi Air Nostrum (Alicante, Barcelona, Brussels, Madrid, Málaga, Palma de Mallorca, Paris-Orly, Seville, Valencia)